# Euphaedra auriger
Euphaedra auriger är en fjärilsart som beskrevs av Otto Staudinger 1891. Euphaedra auriger ingår i släktet Euphaedra och familjen praktfjärilar. Inga underarter finns listade i Catalogue of Life.